# Mathieu Jonckheere
Pour les articles homonymes, voir Math.
Mathieu Jonckheere, ou Math, du nom de sa chaîne YouTube, né le 2 novembre 1989, est un vidéaste belge. En 2019, il fait partie du top 10 des youtubeurs belges. Sa chaîne compte en juillet 2023 plus de 1,82 million d'abonnés.

## Biographie

### Parcours professionnel
Mathieu Jonckheere est diplômé en marketing et gestion de l'École pratique des hautes études commerciales (EPHEC), un institut d'enseignement supérieur belge francophone. Après avoir été vendeur à la Fnac, il devient conseiller commercial dans une agence BNP Paribas et crée en parallèle, en 2014, sa chaîne YouTube de critique humoristique de films.

### YouTube
Mathieu Jonckheere publie sa première vidéo, sur le film Maman, j'ai raté l'avion !, le 28 juin 2014. Parmi les films qu'il analyse avec humour, on retrouve notamment Cinquante nuances de Grey, Harry Potter ou les Avengers. 
Il montre également un fort intérêt pour les productions Disney-Pixar dont les longs-métrages Aladdin, Hercules, Le Roi Lion, Peter Pan, Vice Versa ou encore Blanche-Neige et les sept nains. Ses vidéos les plus vues consacrées à la firme sont celles de La Reine des neiges (3,9 millions de vues), Les Indestructibles (3,8 millions), Raiponce,(3,8 millions)Mulan (3,7 millions) et enfin Cendrillon (3,3 millions de vues). 
Sa chaîne Youtube cumule 45 millions de vues et plus de 380 000 abonnés en mai 2017. Il vit de cette activité depuis lors. 
Sa chaîne dépasse le million d'abonnés début 2019. 
En 2023, sa critique humoristique dédiée à Ça a engendré 5,4 millions de vues, ce qui en fait sa vidéo la plus visionnée de la chaîne.

### Réalisateur
En 2019 également, il remporte au My RØDE Reel short film competition le prix du Best BTS – Entertaining pour son court-métrage Good citizen. Lors de l'édition 2020, il est lauréat du prix du public pour son court-métrage Anodin (Harmless).

### Activités annexes
En 2019, il prête sa voix à Sir Claude, l'antagoniste du film d'animation Blinky Bill.
Il crée en avril 2018 sa première société, Afterclap, puis, fin 2019, sa propre marque de vêtements Relics qu'il stoppe en 2020.

## Filmographie

### Réalisation

#### Court-métrage
- 2019 : Good citizen
- 2020 : Anodin (Harmless)

### Doublage
- 2019 : Blinky Bill : Sir Claude